# 休息站 (短篇小說)
《休息站》是一部由史蒂芬·金於2003年所著的短篇小說，當時發佈在Esquire雜誌上，後來於2008年收錄在短篇小說集《日落之後》內。

## 故事簡介
懸疑小說作家戴斯卓在洲際公路上的公廁遇到男性欺凌女性的事件，戴斯卓不知如何是好，在廁所門外等了很久，最後決定拯救公廁內的女孩，他以一支撬胎杆擊倒施暴的男性，然後放走該女性，最後在驚恐的心情下急急離開案發現場。